# Тлоквенг
Тлоквенг (англ. Tlokweng) — місто в Південно-Східному окрузі Ботсвани.

## Географія
Примикає до столиці країни, міста Габороне та є частиною столичної агломерації, населення якої за даними на 2011 рік становить 421 907 мешканців. Розташований на дорозі, що веде до кордону з ПАР; прикордонний пункт знаходиться всього за 15 км на схід від міста. Висота міста над рівнем моря становить 1002 м.

## Населення
За даними перепису 2011 року населення міста складає 35 982 особи.
 Динаміка чисельності населення міста за роками:
| 1981  | 1991   | 2001   | 2011   | 2013   |
| ----- | ------ | ------ | ------ | ------ |
| 6 653 | 12 501 | 21 133 | 35 982 | 39 633 |